# Torreón de Florentina
El Torreón de Florentina es una torre situada en el ángulo sudeste del Primer Recinto Fortificado Melilla la Vieja, la ciudad española de Melilla, y forma parte del Conjunto Histórico Artístico de la Ciudad de Melilla, un Bien de Interés Cultural.

## Historia
Fue construida a principios del siglo XVI, en 1515 fue reparado, contando con pretil y almenas, en 1527 se repara por Tadino de Martinengo, en 1531 fuenuevamente reparado, dándole forma elíptica, cuadrado con orejones y siendo revisado en 1534 por Miser Benedito de Rávena.
En 1661 fue reconstruido tras el terremoto del año anterior y reparado según diseño de Juan Andrés del Tosso.
Entre 1908 se derrumba y entre 1928 y 1929 se reedifica, con forma de cuarto de círculo.
En 1764 montaba un cañón a barbeta y en 1790 dos.
En 1527 era llamado Torre Camacha, siendo denominado de la Florentina a partir al menos de 1604.

## Descripción
Es una torre de forma irregular, de piedra.